# Misteri dell'oriente
Misteri dell'oriente (The Rug Maker's Daughter) è un film muto del 1915 diretto da Oscar Apfel. Fu la prima apparizione sullo schermo della famosa ballerina classica Maud Allan che, nel film, si esibì in tre delle sue danze.
Il nome di Julia Crawford Ivers, che poi diventerà una nota sceneggiatrice, appare per la prima volta nei credits di un film, firmandone il soggetto.

## Trama
Demetra, la figlia di Halib Bey, si innamora di un bellissimo tappeto e lo chiede in dono a suo padre che glielo promette in dote. Ma poi, il Bey lo vende a Osman, un mercante, che riceve da lui anche il consenso al suo matrimonio con la figlia.
Visitando Costantinopoli, il milionario americano Rober Van Buren salva Demetra da alcuni ladri: i due giovani si innamorano uno dell'altra. Benché il Bey impedisca a Van Buren di frequentare la sua casa, gli innamorati continuano la loro storia con incontri clandestini nel giardino delle rose. La sera prima di quella scelta per la fuga da palazzo di Demetra, Bob viene arrestato e messo in prigione.
Poco prima del matrimonio organizzato tra Demetra e Osman, la giovane si reca a New York dove sua cugina la presenta alla madre di Bob. Ma Osman l'ha seguita: con la scusa di farle vedere il tappeto, la rapisce e cerca di sposarla a forza. Irrompe però Bob, che la salva. Dopo averle raccontato tutte le sue peripezie, può finalmente sposarla. La mamma preferirebbe un matrimonio in settembre, ma la coppia ha fretta e sceglie giugno.

## Produzione
Il film fu prodotto dalla Hobart Bosworth Productions e dalla Oliver Morosco Photoplay Company. Venne girato a Los Angeles con alcune riprese fatte nei giardini di un milionario.

## Distribuzione
Il copyright del film, richiesto dalla Bosworth, Inc. con il titolo The Rugmaker's Daughter, fu registrato il 6 luglio 1915 con il numero LU5898.
Distribuito dalla Paramount Pictures, il film uscì nelle sale cinematografiche statunitensi il 5 luglio 1915. In Italia venne distribuito nel 1917.
Copia della pellicola in frammenti si trova conservata negli archiv di Londra del BFI/National Film And Television Archive.